# 390-та дивізія охорони (Третій Рейх)
390-та дивізія охорони (Третій Рейх) (нім. 390. Sicherungs-Division) — піхотна дивізія німецьких сухопутних військ, що виконувала завдання з охорони тилу військ вермахту за часів Другої світової війни.

## Історія з'єднання
390-та дивізія охорони була сформована 27 серпня 1944 року шляхом перейменування 390-ї навчально-польової дивізії, яка перебувала в зоні відповідальності групи армій «Центр». З вересня 1944 року по листопад 1944 року дивізія перебувала в прямому підпорядкуванні цієї групи армій і була розгорнута у складі 3-ї танкової армії. 10 листопада 1944 року штаб дивізії був розформований і використаний для формування 79-ї фольксгренадерської дивізії, а 30 грудня 1944 року дивізія остаточно розформована.

## Райони бойових дій
- СРСР (північний напрямок) (серпень — грудень 1944).

## Командування

### Командири
- генерал-лейтенант Ганс Берген (нім. Hans Bergen) (27 серпня — 30 грудня 1944).

### Підпорядкованість
| Час      | Корпус     | Армія | Група армій (округ)  | Штаб      |
| -------- | ---------- | ----- | -------------------- | --------- |
| 1944     |            |       |                      |           |
| серпень  | XXVI ак    | 3 ТА  | Група армій «Центр»  | Литва     |
| вересень | XXVI ак    | 4 А   | Група армій «Центр»  | Литва     |
| жовтень  | XXXXIII ак | 16 А  | Група армій «Північ» | Курляндія |

### Склад
| 1942                                                       |
| ---------------------------------------------------------- |
| 37-й полк охорони                                          |
| 57-й полк охорони                                          |
| 611-й полк охорони                                         |
| 350-та танкова рота охорони                                |
| 134-й артилерійський дивізіон                              |
| підрозділи забезпечення та підтримки 390-ї дивізії охорони |